# توتان (نیک‌شهر)
توتان، روستایی در دهستان توتان و مهمدان بخش بنت شهرستان نیک‌شهر در استان سیستان و بلوچستان ایران است. این روستا، مرکز دهستان توتان و مهمدان است.

## جمعیت
بر پایه سرشماری نفوس و مسکن در سال ۱۳۹۵، جمعیت این روستا برابر با ۳۷۰ نفر (۹۷ خانوار) بوده است.